# Johan Palmfelt
Johan Palmfelt, tidigare Palm, född på 1675, död 31 december 1739, var en svensk friherre och landshövding i Älvsborgs län och Blekinge län.

## Biografi
Johan Palmfelt föddes 1675. Han var son till stadskommissarien Gustaf Palmfelt och Maria Holm. Palmfelt blev 17 september 1687 student vid Uppsala universitet, 1704  hovjunkare och 2 november 1709 assessor i Göta hovrätt. Han blev 18 juli 1718 lagman i Landskronas läns lagsaga och 29 juli 1718 ordningsman i Skåne. Palmfelt blev 22 april 1719 lagman i Tiohärads lagsaga och 6 mars 1729 landshövding i Blekinge län 6 mars 1729. Han upphöjdes 5 juli 1731 till friherre Palmfelt och blev 22 november 1733 landshövding i Älvsborgs län. Palmfelt avled 1739.

### Familj
Palmfelt gifte sig 2 april 1707 på Kungshuset i Stockholm med hovfröken grevinna Anna Catharina Lillie, dotter av översten greve Gustaf Helmer Lillie och friherrinnan Anna Wachtmeister af Björkö. De fick tillsammans barnen en dotter (1716–1716), Eleonora Sofia Palmfelt (1709–1745) som var gift med landshövdingen Anders Koskull och överstelöjtnanten Christer Mörner, livdrabanten Johan Lennart Palmfelt (död 1757), kaptenen Gustaf Helmer Palmfelt (1717–1787) och Mariana Gustava Palmfelt (1721–1781) som var gift med assessorn Mattias Bredahl.